# NGC 6340
NGC 6340 ist eine linsenförmige Galaxie vom Hubble-Typ S0/a mit aktivem Galaxienkern im Sternbild Drache am Nordsternhimmel. Sie ist schätzungsweise 62 Millionen Lichtjahre von der Milchstraße entfernt und hat einen Durchmesser von etwa 60.000 Lichtjahren. Vom Sonnensystem aus entfernt sich die Galaxie mit einer errechneten Radialgeschwindigkeit von näherungsweise 1.200 Kilometern pro Sekunde.
Das Objekt wurde am 6. Juni 1788 von dem Astronomen Wilhelm Herschel mit seinem 18,7-Zoll-Teleskop entdeckt und ist im New General Catalogue verzeichnet.

## Galaktisches Umfeld
| Nr. | Galaxie                 | Alternativname          | Rek           | Dek           | Distanz/asec |
| --- | ----------------------- | ----------------------- | ------------- | ------------- | ------------ |
| →   | NGC 6340                | LEDA/PGC 59742          | 17h10m24.845s | +72d18m15.96s | 0            |
| 1   | LEDA/PGC 59705          | NSA 147765              | 17h09m14.702s | +72d18m22.02s | 319.89       |
| 2   | IC 1251                 | LEDA/PGC 59735          | 17h10m12.899s | +72d24m37.84  | 386.35       |
| 3   | LEDA/PGC 2748159        | 2MASX J17094791+7212034 | 17h09m47.986s | +72d12m03.87s | 408.46       |
| 4   | IC 1254                 | LEDA/PGC 59783          | 17h11m33.41s  | +72d24m07.2s  | 469.59       |
| 5   | 2MASX J17113906+7225063 | NSA 147792              | 17h11m38.630s | +72d25m05.50s | 531.26       |
| 6   | LEDA/PGC 2748953        | 2MASX J17123410+7219483 | 17h12m34.192s | +72d19m48.74s | 596.59       |
| 7   | LEDA/PGC 2748918        | 2MASX J17130336+7219285 | 17h13m03.33s  | +72d19m28.5s  | 725.70       |
| 8   | LEDA/PGC 59847          | 2MASX J17125019+7224133 | 17h12m50.149s | +72d24m13.27s | 751.41       |
| 9   | LEDA/PGC 2748308        | 2MASX J17125921+7213294 | 17h12m59.170s | +72d13m29.61s | 761.04       |
| 10  | LEDA/PGC 2749002        | 2MASX J17131740+7220156 | 17h13m17.410s | +72d20m15.30s | 795.50       |
| 11  | LEDA/PGC 59839          | 2MASX J17125374+7228314 | 17h12m53.634s | +72d28m31.12s | 913.46       |